# Erdős János (színművész)
Erdős János (Pécs, 1812 – Székesfehérvár, 1842. január 23.) színész, rendező, színigazgató.

## Életútja
1833-ban a Kassáról Budára érkezett társulatban szerepelt, de a Várszínházba nem került be. Mint rendező a kiválóbbak között említik az egykorú lapok. 1840-ben Balatonfüreden rendezett. Ez év szeptember 19-én fellépett a Nemzeti Színházban, a »Fiesco« c. drámában Mulei Hasszán szerepében. November 22-én igazgató volt Pécsett. 1841-ben újra fellépett a Nemzeti Színházban, ekkor a Honművész (47. sz.) azt írta, hogy oly klasszicitással játszott, »millyet egyedül a korunkban legfőbb fokon díszlő Anschütz vagy Lőwe remek előadásától várhatunk. E' színész gyengélkedő egéssége mellett is stúdium által magát az elsőrendű színészek sorába iktatá.« Haláláig vándorszínész maradt. Főként komikus volt, de intrikusokat is alakított. Halálát tüdővész okozta. Felesége Dain (Dein) Teréz volt.

## Fontosabb szerepei
- Keserű (Kotzebue: Embergyűlölés és megbánás)
- Lombai (Kisfaludy Károly: Csalódások)
- Csiriz (Nestroy: Lumpáci vagabundus)
- Bins (Bäuerle: Aline)
- Perin (Moreto–West: Donna Diana)
- Gubetta (Hugo: Borgia Lucretia)
- Kurdinkov (Hamis pénzverők)
- Orsini (Neszlei torony)
- Kent (Lear király)
- Bizot (Párisi naplopó)
- Montalban (Montalban Klára)
- Till (Hét közül a legrutabb)
- Abudár (Királyi korona)